# Acalypha dalzellii
Acalypha dalzellii é uma espécie de flor do gênero Acalypha, pertencente à família Euphorbiaceae.